# Brendan et le Secret de Kells
Pour plus de détails, voir Fiche technique et Distribution.
Brendan et le Secret de Kells (en anglais The Secret of Kells) est un film d'animation irlando-franco-belge réalisé par Tomm Moore et Nora Twomey et sorti en 2009. 
Il est coproduit par Cartoon Saloon (Irlande), Les Armateurs, France 2 Cinéma (France) et Vivi Film (Belgique). La réalisation est partagée entre plusieurs pays. Les dessins sont animés par Kecskemét (Hongrie), la mise en couleur est assurée par Digital-Graphics (Belgique), les effets 3D sont réalisés par Walking the Dog (Belgique) et le compositing est fait par le studio Spirit (France). La musique originale est composée par Bruno Coulais (France).

## Résumé
Brendan, un apprenti moine de 12 ans, vit avec son oncle, le sévère abbé Cellach, au sein de l'abbaye de Kells. Cet établissement important abrite de nombreux moines copistes et enlumineurs (dans le courant des VIIIe et IXe siècles, l'Irlande est réputée pour cet art). Brendan rêve de devenir enlumineur à son tour. Malheureusement, l'abbé Cellach est absorbé par une autre préoccupation : faire face à la menace des Vikings. Obsédé par sa tâche, il accueille d'assez mauvaise grâce Frère Aydan d'Iona, le plus fameux des enlumineurs. Mais ce dernier découvre vite en Brendan un grand talent de dessinateur et décide de faire de lui son apprenti. Au cours de son parcours initiatique, Brendan se rend au cœur de la forêt, royaume des divinités païennes du monde celte, où il affronte les pires dangers aux côtés de la jeune fée Aisling. Il apprend à surmonter ses peurs, dont celle du terrible « Grand Sombre » (ou Crom Cruach, dieu néfaste de la mythologie celtique irlandaise).

## Fiche technique
- Titre : Brendan et le Secret de Kells
- Titre original : The Secret of Kells
- Réalisation : Tomm Moore et Nora Twomey
- Scénario : Fabrice Ziolkowski, Tomm Moore
- Production : Paul Young, Didier Brunner, Viviane Vanfleteren, Tomm Moore
- Musique : Bruno Coulais, Kíla
- Pays d'origine :  Belgique,  France,  Irlande
- Dates de sortie : 
  - France et Belgique : 11 février 2009
  - Irlande : 4 mars 2009
  - États-Unis : 6 mars 2009

## Distribution

### Voix originales
- Evan McGuire : Brendan
- Christen Mooney : Aisling
- Mick Lally : Aidan
- Brendan Gleeson : Abbé Cellach
- Liam Hourican : Jim Adhi Limas
- Michael McGrath
- Nora Twomey

### Voix françaises
- Robin Trouffier : Brendan
- Clara Poincaré : Aisling
- Dominique Collignon-Maurin : Aidan
- Féodor Atkine : Abbé Cellach, Frère Sergueï
- Jim Adhi Limas : Frère Tang
- Marc Pérez : Frère Léonardo
- Lucien Jean-Baptiste : Frère Assoua
- Emmanuel Garijo : Brendan adulte

## Adaptation en bande dessinée
Une adaptation du film en deux tomes de bande dessinée  (ISBN 978-2-7234-6770-4)  (ISBN 978-2-7234-6891-6) est paru en France en 2009 aux Éditions Glénat, simultanément avec la sortie du film. Sont crédités Tomm Moore pour le scénario et le dessin et Marie Hermet pour le texte français.

## Analyse

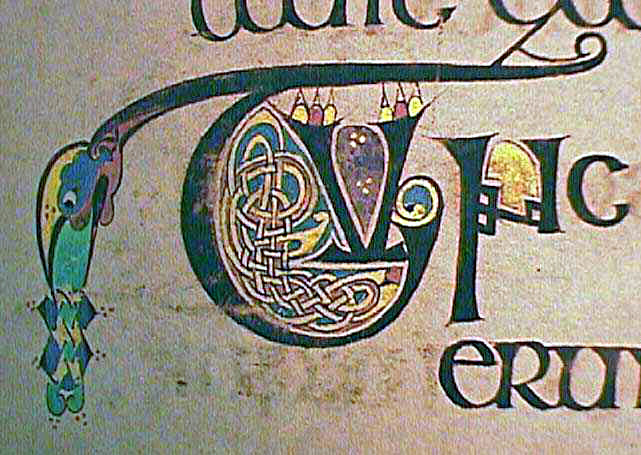
Presque tous les folios du Livre de Kells comprennent au moins de petites enluminures telles que cette initiale décorée.

L'histoire de ce conte initiatique se déroule en Irlande au IXe siècle, sur fond de faits historiques. L’abbaye de Kells où se déroule l'histoire, est elle-même située à Kells dans le comté de Meath, en Irlande ; elle fut fondée au début du VIe siècle. Cette abbaye a longtemps abrité un manuscrit célèbre, réputé pour ses enluminures celtiques et réalisé vers l'an 800, connu sous le nom de « Livre de Kells » ou encore « Grand Évangéliaire de saint Colomba ». Ce manuscrit y fut conservé pendant une bonne partie du Moyen Âge et il fut mis en sûreté, au XVIIe siècle, à l'Université dublinoise Trinity Collège ; le Livre de Kells  fait l’objet depuis le XIXe siècle d’une exposition permanente et ouverte au public à la Vieille Bibliothèque (Old Library) de cette université.